# Baixa Grande do Ribeiro
Baixa Grande do Ribeiro est une municipalité brésilienne située dans l'État du Piauí.